# Югославия на летних Олимпийских играх 1956
Югославия на летних Олимпийских играх в 1956 году в Мельбурне была представлена 35-ю спортсменами. Удалось завоевать три серебряных медали. В неофициальном командном зачёте сборная Югославии набрала 22 очка, заняв 23 место.

## Медалисты
| Медаль  | Спортсмен      | Вид спорта      | Дисциплина       |
| ------- | -------------- | --------------- | ---------------- |
| Серебро | Франьо Михалич | Лёгкая атлетика | Мужчины, марафон |
| Серебро | Сборная        | Футбол          | Мужчины          |
| Серебро | Сборная        | Водное поло     | Мужчины          |

| Вид спорта           | Спортсмены | Спортсмены | Спортсмены | Места | Места | Места | Места | Места | Места | Медали | Места с 1-6 | Очки |
| Вид спорта           | Муж        | Жен        | Всего      |       |       |       | 4     | 5     | 6     | Медали | Места с 1-6 | Очки |
| -------------------- | ---------- | ---------- | ---------- | ----- | ----- | ----- | ----- | ----- | ----- | ------ | ----------- | ---- |
| Борьба               | 2          |            | 2          |       |       |       |       |       | 1     |        | 1           | 1    |
| Велоспорт            | 1          |            | 1          |       |       |       |       |       |       |        |             |      |
| Водное поло          | 8          |            | 8          |       | 1     |       |       |       |       | 1      | 1           | 5    |
| Академическая гребля | 1          |            | 1          |       |       |       |       |       |       |        |             |      |
| Лёгкая атлетика      | 5          | 2          | 7          |       | 1     |       |       | 1     | 1     | 1      | 3           | 8    |
| Плавание             |            | 1          | 1          |       |       |       | 1     |       |       |        | 1           | 3    |
| Стрельба             | 1          |            | 1          |       |       |       |       |       |       |        |             |      |
| Футбол               | 14         |            | 14         |       | 1     |       |       |       |       | 1      | 1           | 5    |
| Всего                | 32         | 3          | 35         |       | 3     |       | 1     | 1     | 2     | 3      | 7           | 22   |

## Результаты соревнований

### Академическая гребля
В следующий раунд из каждого заезда проходили несколько лучших экипажей (в зависимости от дисциплины). В финал A выходили 4 сильнейших экипажей.
Мужчины
| Соревнование | Спортсмены    | Предварительный заезд | Предварительный заезд | Предварительный заезд | Отборочный заезд | Отборочный заезд | Отборочный заезд | Полуфинал | Полуфинал | Полуфинал | Финал                | Финал                |
| Соревнование | Спортсмены    | Заезд                 | Время                 | Место                 | Заезд            | Время            | Место            | Заезд     | Время     | Место     | Время                | Место                |
| ------------ | ------------- | --------------------- | --------------------- | --------------------- | ---------------- | ---------------- | ---------------- | --------- | --------- | --------- | -------------------- | -------------------- |
| одиночки     | Перица Влашич | 2                     | 7:31,3                | 1 Q                   | не участвовал    | не участвовал    | не участвовал    | 2         | 9:32,2    | 3         | завершил выступление | завершил выступление |

### Борьба
Спортсменов — 2
Борьба греко-римская
| Спортсмен       | Категория | Первый раунд          | Второй раунд            | Третий раунд         | Четвертый раунд      | Пятый раунд          | Шестой раунд         | Место                |
| Спортсмен       | Категория | Соперник Результат    | Соперник Результат      | Соперник Результат   | Соперник Результат   | Соперник Результат   | Соперник Результат   | Место                |
| --------------- | --------- | --------------------- | ----------------------- | -------------------- | -------------------- | -------------------- | -------------------- | -------------------- |
| Боривой Вуков   | До 52 кг  | I. Baranya (ROU) Пор. | К. Йоханссон (SWE) Поб. | М. Мевис (FRA) Поб.  | Завершил выступление | Завершил выступление | N/A                  | 6                    |
| Бранислав Симич | До 79 кг  | Д. Добрев (BUL) Пор.  | Завершил выступление    | Завершил выступление | Завершил выступление | Завершил выступление | Завершил выступление | Завершил выступление |

### Велоспорт
Спортсменов — 1
Шоссе, личное первенство
| Спортсмен        | Результат | Место |
| ---------------- | --------- | ----- |
| Веселин Петрович | 5:26.58   | 26    |

### Водное поло
Спортсменов — 11
Состав командыЗдравко Ежич, Марьян Зурей, Владимир Ивкович, Хрвойе Качич, Здравко Ковачич, Томислав Франькович, Ловро Радоньич, Иво Чипчи
Первый тур, группа A
| Югославия | 3—2 | СССР |

| Югославия | 9—1 | Австралия |

| Югославия | 3—2 | Румыния |

| Команда   | И | В | П | Н | МЗ | МП | О |
| --------- | - | - | - | - | -- | -- | - |
| Югославия | 3 | 3 | 0 | 0 | 15 | 5  | 6 |
| СССР      | 3 | 2 | 1 | 0 | 9  | 6  | 4 |
| Румыния   | 3 | 1 | 2 | 0 | 9  | 9  | 2 |
| Австралия | 3 | 0 | 3 | 0 | 3  | 16 | 0 |

Финал
| Югославия | 5—1 | США |

| Югославия | 2—2 | Германия |

| Югославия | 2—1 | Италия |

| Венгрия | 2—1 | Югославия |

| Команда   | И | В | П | Н | МЗ | МП | О  |
| --------- | - | - | - | - | -- | -- | -- |
| Венгрия   | 5 | 5 | 0 | 0 | 20 | 3  | 10 |
| Югославия | 5 | 3 | 1 | 1 | 13 | 8  | 7  |
| СССР      | 5 | 3 | 2 | 0 | 14 | 14 | 6  |
| Италия    | 5 | 2 | 3 | 0 | 10 | 13 | 4  |
| США       | 5 | 1 | 4 | 0 | 10 | 20 | 3  |
| Германия  | 5 | 0 | 4 | 1 | 11 | 20 | 1  |

### Лёгкая атлетика
Спортсменов — 7 (5 мужчины, 2 женщины)
Мужчины
Бег и ходьба
| Дисциплина        | Спортсмены     | Первый раунд | Первый раунд | Четвертьфинал | Четвертьфинал | Полуфинал | Полуфинал | Финал          | Финал          |
| Дисциплина        | Спортсмены     | Результат    | Место        | Результат     | Место         | Результат | Место     | Результат      | Место          |
| ----------------- | -------------- | ------------ | ------------ | ------------- | ------------- | --------- | --------- | -------------- | -------------- |
| 5000 м            | Велиша Мугоша  | N/A          | N/A          | N/A           | N/A           | 14.25,6   | 2 Q       | Не финишировал | Не финишировал |
|                   |                |              |              |               |               |           |           |                |                |
| Марафон           | Франьо Михалич | N/A          | N/A          | N/A           | N/A           | N/A       | N/A       | 2:26,32        |                |
|                   |                |              |              |               |               |           |           |                |                |
| 110 м с барьерами | Станко Лоргер  | N/A          | N/A          | 14,6          | 2 Q           | 14,6      | 3 Q       | 14,5           | 5              |
|                   |                |              |              |               |               |           |           |                |                |

Метание и прыжки
| Метание диска  | Дако Радошевич | 47 м 93 см | 10 Q | 51 м 69 см | 8 |  |  |  |  |
|                |                |            |      |            |   |  |  |  |  |
| Метание молота | Крешимир Рачич | 59 м 06 см | 2 Q  | 60 м 36 см | 6 |  |  |  |  |
|                |                |            |      |            |   |  |  |  |  |

Женщины
Метание
| Толкание ядра | Нада Котлушек | 13 м 92 см | 6 Q  | 14 м 56 см | 8  |  |  |  |  |
| Толкание ядра | Милена Усеник | 13 м 96 см | 5 Q  | 14 м 49 см | 9  |  |  |  |  |
|               |               |            |      |            |    |  |  |  |  |
| Метание диска | Нада Котлушек | 42 м 45 см | 12 Q | 42 м 16 см | 12 |  |  |  |  |
|               |               |            |      |            |    |  |  |  |  |

### Плавание
Спортсменов — 1 (1 женщина)
Женщины
| Дисциплина    | Спортсмены     | Предварительный раунд | Предварительный раунд | Финал     | Финал |
| Дисциплина    | Спортсмены     | Результат             | Место                 | Результат | Место |
| ------------- | -------------- | --------------------- | --------------------- | --------- | ----- |
| 200 м брассом | Винка Еричевич | 2.56,0                | 2 Q                   | 2.55,8    | 4     |
|               |                |                       |                       |           |       |

### Пулевая стрельба
Спортсменов — 1
Малокалиберная винтовка, три позиции, 50 м
| Спортсмен    | Лежа | Лежа | Лежа | Лежа | Лежа  | С колена | С колена | С колена | С колена | С колена | Стоя | Стоя | Стоя | Стоя | Стоя  | Сумма | Место |
| Спортсмен    | 1    | 2    | 3    | 4    | Итого | 1        | 2        | 3        | 4        | Итого    | 1    | 2    | 3    | 4    | Итого | Сумма | Место |
| ------------ | ---- | ---- | ---- | ---- | ----- | -------- | -------- | -------- | -------- | -------- | ---- | ---- | ---- | ---- | ----- | ----- | ----- |
| Хлатко Машек | 98   | 99   | 99   | 98   | 394   | 93       | 93       | 94       | 97       | 377      | 92   | 94   | 95   | 92   | 373   | 1144  | 20    |

Малокалиберная винтовка, лежа, 50 м
| Спортсмен    | По сериям | По сериям | По сериям | По сериям | По сериям | По сериям | Сумма | Место |
| Спортсмен    | 1         | 2         | 3         | 4         | 5         | 6         | Сумма | Место |
| ------------ | --------- | --------- | --------- | --------- | --------- | --------- | ----- | ----- |
| Златко Машек | 99        | 100       | 99        | 97        | 100       | 100       | 595   | 16    |

### Футбол
Спортсменов — 14
Состав командыТодор Веселинович, Благое Видинич, Ибрагим Биоградлич, Сава Антич, Лука Липошинович, Младен Кошчак, Доброслав Крстич, Златко Папец, Мухамед Мужич, Иван Сантек, Петар Раденкович, Никола Радович, Драгослав Шекуларац, Любиша Шпажич
Второй раунд
| 28 ноября | \| Югославия \| 9—1 \| США \| | Судья: М. Свейн |
| Югославия | 9—1                           | США             |

Полуфинал
| 5 декабря | \| Югославия \| 4—1 \| Индия \| | Судья: Н. Латышев |
| Югославия | 4—1                             | Индия             |

Финал
| 8 декабря | \| СССР \| 1—0 \| Югославия \| | Судья: Р. Райт |
| СССР      | 1—0                            | Югославия      |